# فهرست رؤسای شورای ملل
رئیس شورای ملل رئیس مجلس اعلای شورای عالی اتحاد جماهیر شوروی سوسیالیستی بود.

## فهرست

### فهرست رؤسای شورای ملل
| نگاره | نام               | دوره خدمت                      | نمایندگی       |
| ----- | ----------------- | ------------------------------ | -------------- |
|       | نیکولای شورنیک    | ۱۲ ژانویه ۱۹۳۸ – ۱۰ فوریه ۱۹۴۶ | روسیه شوروی    |
|       | واسیلی کوزنتسوف   | ۱۲ مارس ۱۹۴۶ – ۱۲ ژوئن ۱۹۵۰    | روسیه شوروی    |
|       | جمعه‌بیگ شاه‌احمدوف | ۱۲ ژوئن ۱۹۵۰ – ۲۰ آوریل ۱۹۵۴   | قزاقستان شوروی |
|       | ویلیس لاسیس       | ۲۰ آوریل ۱۹۵۴ – ۲۷ مارس ۱۹۵۸   | لتونی شوروی    |
|       | جانیس پیو         | ۲۷ مارس ۱۹۵۸ – ۲ اوت ۱۹۶۶      | لتونی شوروی    |
|       | یوستاس پالکیس     | ۲ اوت ۱۹۶۶ – ۱۴ ژوئیه ۱۹۷۰     | لیتوانی شوروی  |
|       | یادگار نصرالدینوا | ۱۴ ژوئیه ۱۹۷۰ – ۲۵ ژوئیه ۱۹۷۴  | ازبکستان شوروی |
|       | ویتالیس روبنیس    | ۲۵ ژوئیه ۱۹۷۴ – ۱۱ آوریل ۱۹۸۴  | لتونی شوروی    |
|       | آگوستس واس        | ۱۱ آوریل ۱۹۸۴ – ۲۵ مه ۱۹۸۹     | لتونی شوروی    |
|       | رفیق نشانف        | ۶ ژوئن ۱۹۸۹ – ۵ سپتامبر ۱۹۹۱   | ازبکستان شوروی |

### فهرست رؤسای شورای جماهیر
| نام              | دوره خدمت                      | نمایندگی       |
| ---------------- | ------------------------------ | -------------- |
| انوربیگ علیمجانف | ۲۹ اکتبر ۱۹۹۱ – ۲۶ دسامبر ۱۹۹۱ | قزاقستان شوروی |